# Lewis Call
Lewis Call – amerykański filozof, historyk i wykładowca związany z nurtem postanarchizmu. Najbardziej znany ze swojej książki Postmodern Anarchism wydanej w 2002, w której rozwija teorię postmodernistycznego anarchizmu na bazie myśli takich fiolozofów jak Friedrich Nietzsche czy pisarzy cyberpunkowych, jak William Gibson i Bruce Sterling.

## Życiorys
Studia licencjackie ukończył w 1990 na Uniwersytecie Kalifornijskim w San Diego. Następnie w 1992 ukończył studia magisterskie na Uniwersytecie Kalifornijskim w Irvine, a w 1996 na te samej uczelni obronił doktorat z historii współczesnej Europy. Jego rozprawa doktorska nosiła tytuł: Nietzsche as Critic and Captive of Enlightenment (pol. Nietzsche jako krytyk i więzień oświecenia).  
Jest profesorem nadzwyczajnym na Wydziale Historii Kalifornijskiego Uniwersytetu Stanowego w San Luis Obispo, gdzie wykłada historię intelektualną, ekonomię polityczną i historię technologii sieciowych. Call zajmuje również stanowisko zastępcy redaktora „Anarchist Studies„, międzynarodowego magazynu dotyczącego teorii anarchistycznej. W 2005 otrzymał nagrodę Distinguished Lecturer Award od California Faculty Association (California Polytechnic Chapter), a jego artykuł „Sounds Like Kinky Business to Me„: Subtextual and Textual Representations of Erotic Power in the Buffyverse zdobył w 2008 od magazynu „Slayage„ nagrodę Mr. Pointy Award za Buffy studies.  
Jest miłośnikiem Taijiquan.

## Poglądy
Lewisowi Callowi przypisuje się, wraz z Saulem Newmanem i Toddem Mayem, rozwijanie myśli postanarchizmu od jego korzeni we francuskiej postmodernistycznej i klasycznej myśli anarchistycznej. Call próbował rozwinąć teorię postanarchistyczną poprzez prace Friedricha Nietzschego, odrzucając kartezjańską koncepcję „podmiotu”. Stąd możliwa jest radykalna forma anarchizmu: anarchizm stawania się. Taki anarchizm nie ma ostatecznego celu ani nie wpływa na „bycie”; nie jest to ostateczny stan rozwoju ani statyczna forma społeczeństwa, ale raczej staje się trwały, jako środek bez celu. Call krytykuje liberalne pojmowanie języka, świadomości i racjonalności z anarchistycznej perspektywy, argumentując, że są one nieodłączną częścią ekonomicznej i politycznej władzy w kapitalistycznej organizacji państwa.